# Contea di Fugou
La contea di Fugou (扶沟县S, Fúgōu XiànP) è una contea della Cina, situata nella provincia di Henan e amministrata dalla prefettura di Zhoukou.